# Dziwotwory
Dziwotwory zwane także potwornościami – rodzaj zniekształceń, będący objawem chorobowym u roślin. Są to silne zniekształcenia całych roślin lub ich części. Często wywołane są przez patogen, w wielu przypadkach jednak ich przyczyny nie zostały jeszcze poznane. Przykłady takich zniekształceń:
- staśmienie (fascjacja) – silne spłaszczenie niektórych części rośliny; występuje u wielu gatunków; obserwowano je na łodydze, szypułce kwiatostanu, całym kwiatostanie[2]
- czarcie miotły – wyrośla będące gęstym skupieniem silnie rozgałęzionych, nienormalnie rozwiniętych pędów płonnych, np. na jodle wyrośla tego typu powoduje grzyb Melampsorella caryophyllacearum[3]
- fyllodia – części kwiatu (pręciki, słupek lub płatki), które przekształcone zostały w struktury przypominające liście[1]
- enacje – patologiczne wyrostki na liściach[4]

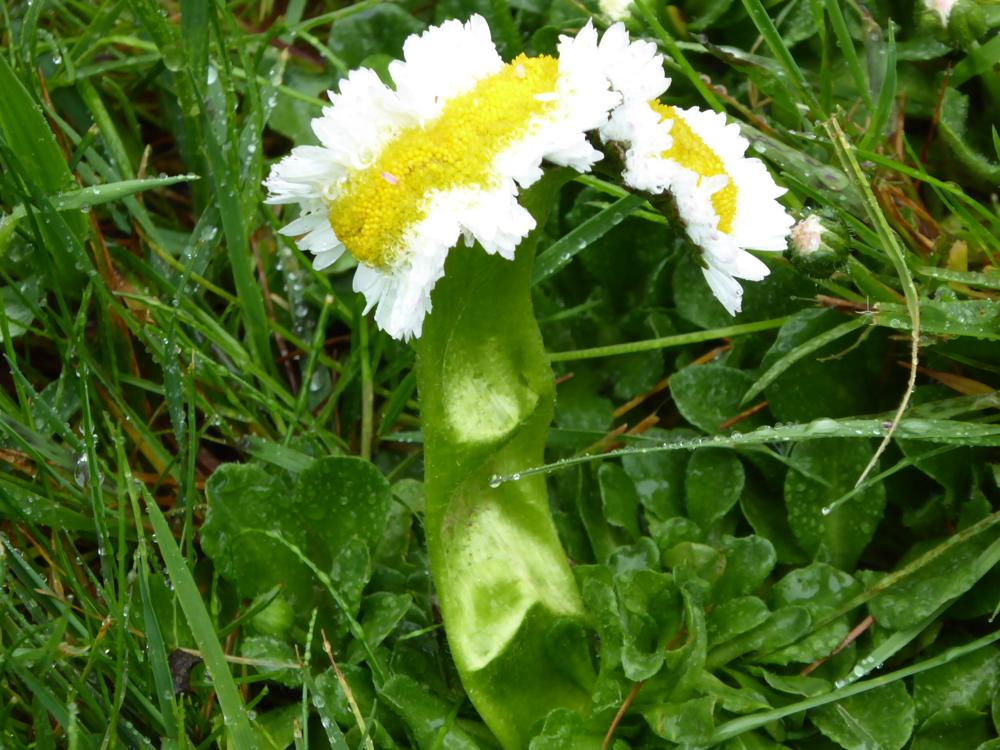
Staśmienie
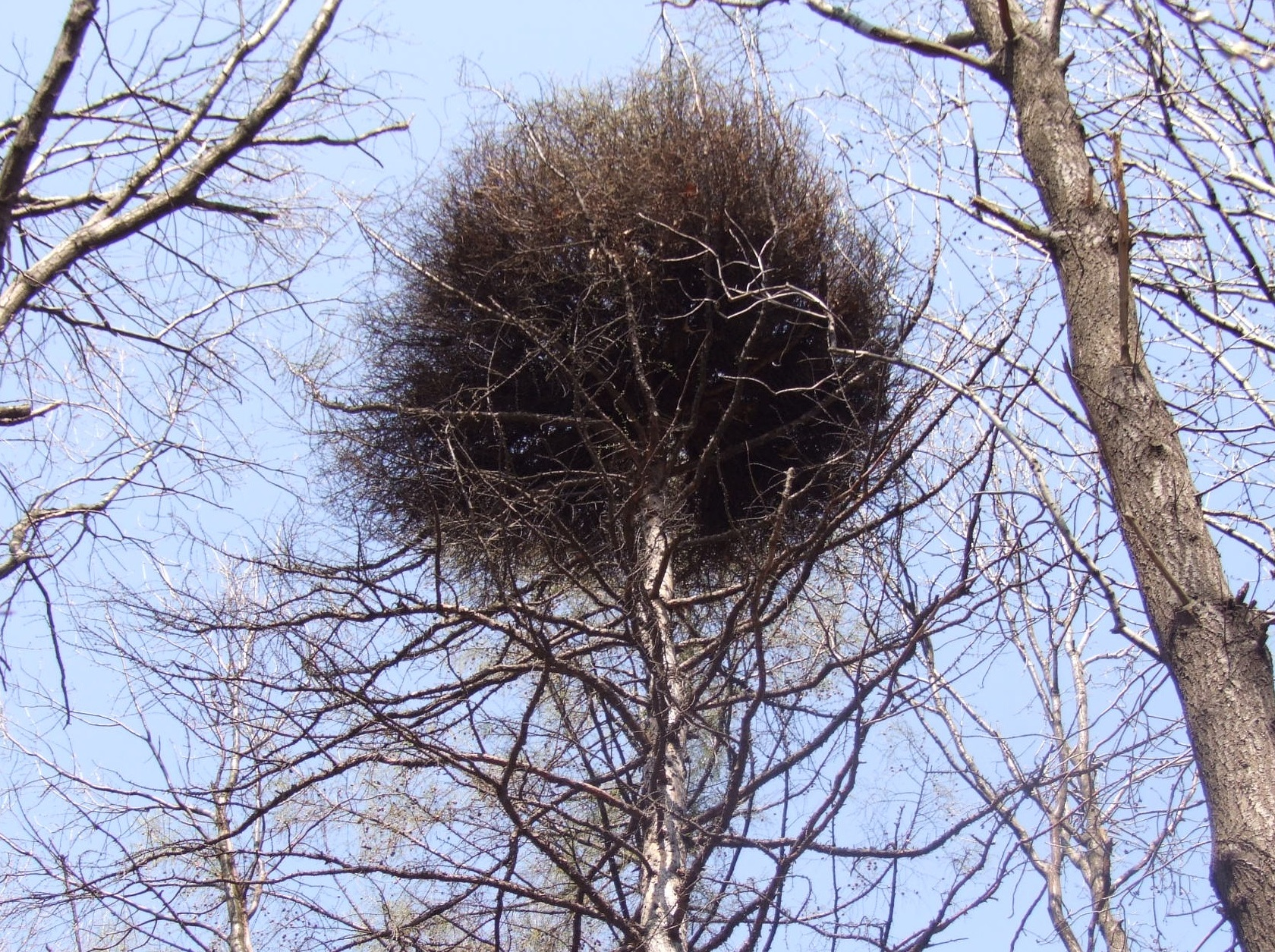
Czarcia miotła
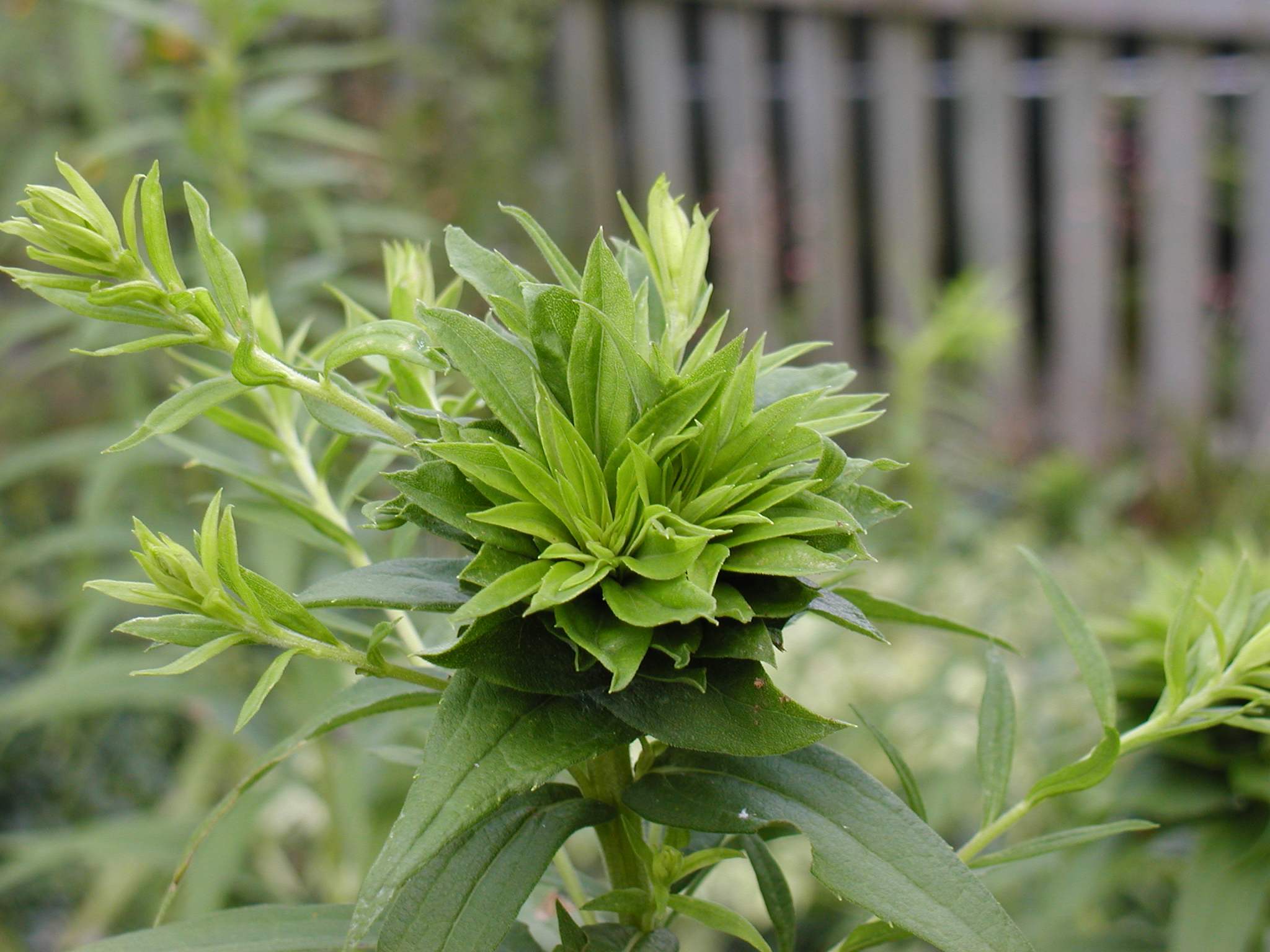
Fyllodia